# Park Narodowy Amacayacu
Park Narodowy Amacayacu (hiszp. Parque nacional natural Amacayacu) – park narodowy w południowej części Kolumbii położony w departamencie Amazonas. Został utworzony 27 października 1975 roku i zajmuje obszar 2672,41 km². W 2008 roku został zakwalifikowany przez BirdLife International jako ostoja ptaków IBA. Od 2017 roku jest wpisany na listę konwencji ramsarskiej.

## Opis
Park obejmuje fragment Niziny Amazonki na wysokościach od 80 do 200 m n.p.m. Rozciąga się od rzeki Cotuhé na północy do rzeki Amazonka na południu. Od zachodu graniczy z rzeką Amacayacu i wąwozami Cabimas i Pamaté, a od wschodu z wąwozem Lorena, rzeką Purité i wąwozem Matamata. Całą powierzchnię parku pokrywa puszcza amazońska. Zamieszkuje go rdzenna ludność z plemienia Tikuna.
Średnia roczna temperatura w parku wynosi +26,4 °C, a średnie roczne opady 2836 mm.

## Flora
W parku występuje ponad 5000 gatunków roślin. Nad brzegami rzek rośnie głównie Axonopus compressus. Duże obszary zajmuje las łęgowy (las várzea). Najwięcej roślin występujących w parku należy do rodzin muszkatołowcowate, czaszniowate, arekowate, marzanowate i morwowate.

## Fauna
W parku odnotowano 150 gatunków ssaków, w tym trzy gatunki ssaków wodnych. Są to zagrożone wyginięciem (EN) inia amazońska i sotalia amazońska, a także narażony na wyginięcie (VU) manat rzeczny. Ssaki lądowe to zagrożona wyginięciem (EN) arirania amazońska, narażone na wyginięcie (VU) pigmejka karłowata, wełniak brunatny, zębolita olbrzymia, mrówkojad wielki i tapir amerykański, a także m.in.: puma płowa, wilczek krótkouchy, saki szara i wyjec rudy.
Występuje tu 468 gatunków ptaków. Są to zagrożony wyginięciem (EN) czubacz koralowy, a także m.in.: czubacz brzytwodzioby, dławigad amerykański, gruchacz purpurowoszyi, harpia gujańska, klejnocik plamisty, złotopiór białouchy, Galbula chalcocephala, bentewi żółtogardły, gnomik obrożny, kusaczka rdzawogardła i sześć gatunków ar.
W rzekach parku żyje 136 gatunków ryb, w tym m.in. arapaima.
Gady i płazy występujące w parku to narażony na wyginięcie (VU) żółw Podocnemis unifilis, a także m.in.: arrau, matamata, żabuti czarny, kajman czarny, żararaka lancetowata, węże z podrodziny Boa.